# Guido Schmidt

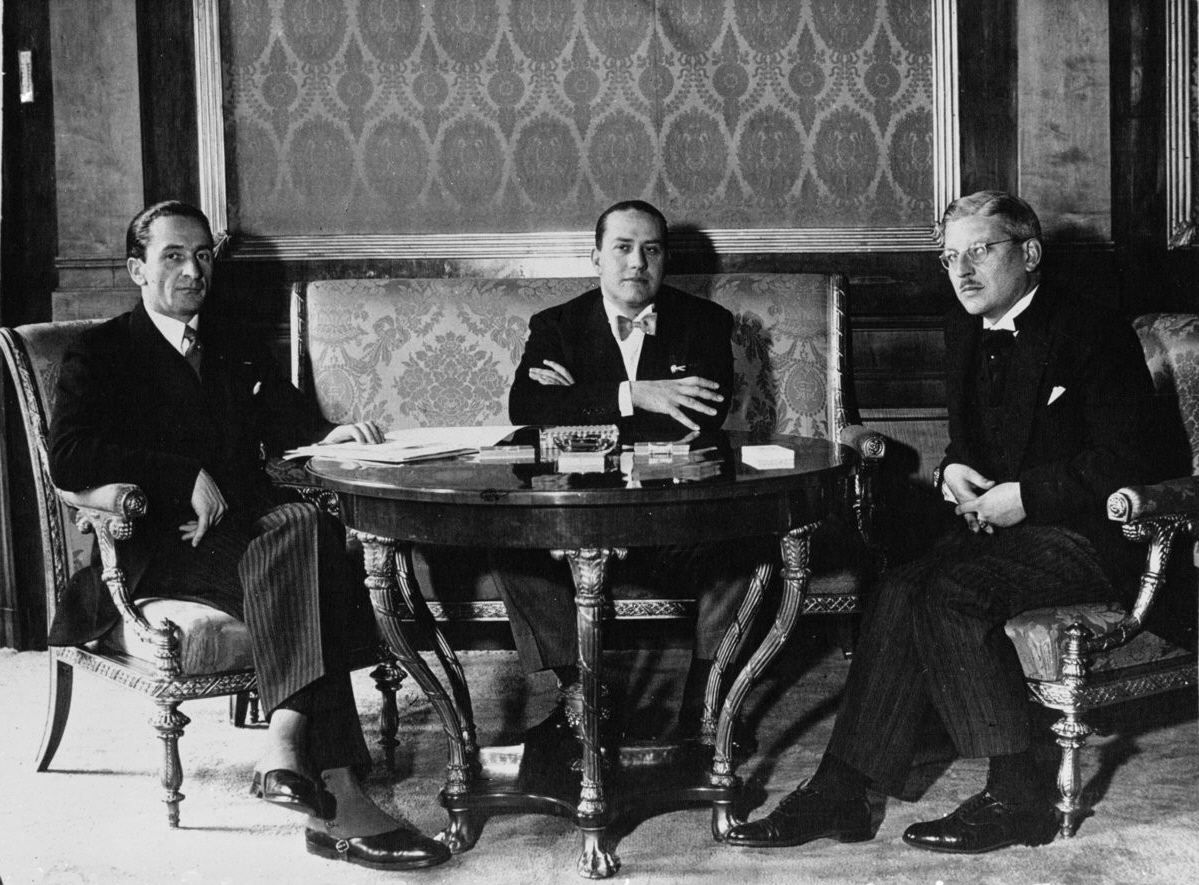
Guido Schmidt mit Galeazzo Ciano und Kurt Schuschnigg (v. l. n. r.)

Guido Schmidt (* 15. Jänner 1901 in Bludenz; † 5. Dezember 1957 in Wien) war ein österreichischer Diplomat und Politiker.

## Leben
Nach dem Abitur auf dem Gymnasium Stella Matutina in Feldkirch (dort lernte er den späteren Bundeskanzler Kurt Schuschnigg kennen) schrieb er sich für Rechts- und Staatswissenschaften auf der Universität Wien ein. Weitere Studienaufenthalte waren die Universitäten in Berlin und Bologna. 1924 promovierte er in Wien zum Doktor der Rechte. 1925 trat er in den Diplomatischen Dienst ein und wurde 1927 von Bundeskanzler Ignaz Seipel in die Kanzlei des Bundespräsidenten Wilhelm Miklas geholt. Ein Jahr später wurde er zum Kabinettsvizedirektor ernannt. Am 14. September 1931 heiratete er Maria Chiari, sie hatten drei Kinder, darunter Guido Schmidt-Chiari.
Nach dem Zustandekommen des Juliabkommens, an dem Schmidt maßgeblich beteiligt war, wurde er am 11. Juli 1936, unter Bundeskanzler Kurt Schuschnigg, Staatssekretär des Äußeren. Neben Edmund Glaise von Horstenau war Schmidt der zweite Vertrauensmann der Nationalsozialisten in der österreichischen Regierung. Zu dem deutschen Sonderbotschafter in Wien, Franz von Papen pflegte er eine enge freundschaftliche Verbindung. Um die bereits in vertrauensvoller Absprache seit Ende 1937 für die Einvernahme Österreichs getroffenen Schritte nicht zu Gefährten, forderte von Papen ihn am 10. Februar 1938 auf, Kanzler Kurt Schuschnigg beim bevorstehenden Treffen mit Adolf Hitler auf, "zu ganzen Entschlüssen" zu bewegen. Eine so günstige Gelegenheit, setzte er fort, werde nie wiederkommen. Am 12. Februar 1938 stieg er im Zusammenhang mit dem Berchtesgadener Abkommen zum Bundesminister für Auswärtige Angelegenheiten auf, wurde während des Anschlusses von Arthur Seyß-Inquart am 11. März 1938 aber wieder abgesetzt. Hermann Göring ernannte seinen persönlichen Freund Schmidt dafür am 1. Juli 1938 zum Direktor der Hermann-Göring-Werke in Linz. 
Acht Monate nach Kriegsende, im Dezember 1945, wurde Schmidt verhaftet und wegen Hochverrates angeklagt. Am 12. Juni 1947 endete der Prozess vor dem Volksgericht Wien mit einem Freispruch. Da laut Gerichtsentscheid der Verdacht des Hochverrates nicht genügend entkräftet wurde, bekam Schmidt keine Entschädigung zugesprochen. Durch 1950 vom British Element in Baden-Baden veröffentlichte Dokumente erhärtete sich jedoch der Verdacht, dass Schmidt Anfang 1938 auf die Absetzung des Chefs des österreichischen Generalstabes Alfred Jansa hingearbeitet hatte, was maßgeblich eine militärische Verteidigung Österreichs gegen den Anschluss verhindert hatte. Zu einem erneuten Prozess kam es dadurch jedoch nicht.
Mitte der 1950er Jahre wurde er Generaldirektor der Österreichisch-Amerikanischen Gummiwerke Semperit AG. Am 5. Dezember 1957 starb Guido Schmidt in Wien. Schmidt war seit 1920 Mitglied der katholischen Studentenverbindung KaV Norica Wien, aus der er nach 1945 ausschied.

## Familie
Guido Schmidt heiratete am 14. September 1931 Maria Annuziata Freiin von Chiari. Sie hatten drei Kinder: Guido Schmidt-Chiari, Monica Pott und Constantin Schmidt-Chiari.